# Carlos Cisneros
Carlos Cisneros (n. 30 de agosto de 1993; Guadalajara, Jalisco, México), es un futbolista mexicano. Juega como extremo izquierdo, volante izquierdo o lateral izquierdo; y su actual equipo es el Club León de la Primera División de México.

## Trayectoria

### Inicios y Club Deportivo Guadalajara
Surgió de las Fuerzas Básicas de Chivas en 2009, donde jugó las categorías sub-15, sub-17 y sub-20 llamando la atención de Benjamin Galindo, técnico de ese entonces, donde lo llama al primer equipo tras sus buenas actuaciones.
Debuta el 17 de febrero de 2013, entrando de cambio por Rafael Márquez Lugo.

### Deportivo Tepic
Tras finalizar el Clausura 2014, y no tener buen torneo, Chivas no requirió más de sus servicios y se convierte en nuevo refuerzo del Deportivo Coras de Nayarit, a préstamo por un año, donde tendría buen torneo con el equipo, y marcaría su primer gol como profesional, en el Apertura 2014 llega a su primera final jugando los 90 minutos, pierden la final.

### Club Deportivo Guadalajara (Segunda Etapa)
Tras tener buenas actuaciones en el Deportivo Tepic, y ser visualizado por José Manuel de la Torre, Cisneros regresa a Chivas siendo el 5.º refuerzo de cara al Apertura 2015. Durante el Clausura 2017, se lesiona y no tiene actividad con el primer equipo.

### Deportivo Toluca
El 13 de diciembre de 2019, se oficializa el préstamo de Cisneros al Deportivo Toluca Fútbol Club, por petición de José Manuel de la Torre quien lo llevó de regreso a Chivas en 2015, convirtiéndose en el segundo refuerzo de cara al Clausura 2020.

### Club Deportivo Guadalajara (Tercera Etapa)
El 5 de enero de 2021, Chivas oficializó el regreso de Cisneros, por petición de Víctor Manuel Vucetich, convirtiéndose en el tercer refuerzo de Chivas, de cara al Clausura 2021.

## Selección nacional

### Sub-22
Por grandes actuaciones en Chivas, el técnico Raúl Gutiérrez lo llama para la selección Sub-22 donde estuvo en la lista preliminar de 35 jugadores, donde al final quedó en la lista final de 18 jugadores, para los Juegos Panamericanos de Canadá 2015.

### Sub-23
El 7 de julio de 2016, fue incluido en la lista final de 18 jugadores de cara a los Juegos Olímpicos de Río 2016.

### Participación con Selección
| Competición                             | Categoría | Sede   | Resultado        |
| --------------------------------------- | --------- | ------ | ---------------- |
| Juegos Panamericanos Toronto 2015       | Sub-22    | Canadá | Medalla de plata |
| Juegos Olímpicos de Río de Janeiro 2016 | Sub-23    | Brasil | Fase de grupos   |

### Estadísticas
| Club | Div           | Temporada     | Liga  | Liga  | Liga   | Copas nacionales(1) | Copas nacionales(1) | Copas nacionales(1) | Torneos internacionales(2) | Torneos internacionales(2) | Torneos internacionales(2) | Total | Total | Total  |
| Club | Div           | Temporada     | Part. | Goles | Asist. | Part.               | Goles               | Asist.              | Part.                      | Goles                      | Asist.                     | Part. | Goles | Asist. |
| --- | ------------- | ------------- | ----- | ----- | ------ | ------------------- | ------------------- | ------------------- | -------------------------- | -------------------------- | -------------------------- | ----- | ----- | ------ |
| C. D. Guadalajara · México                                                                               |               |               |       |       |        |                     |                     |                     |                            |                            |                            |       |       |        |
| 1.ª | 2012-13       | 2             | 0     | 0     | 0      | 0                   | 0                   | 0                   | 0                          | 0                          | 2                          | 0     | 0     |        |
| 1.ª | 2013-14       | 9             | 0     | 0     | 3      | 0                   | 0                   | -                   | -                          | -                          | 12                         | 0     | 0     |        |
| Total club                                                                                               | Total club    | 11            | 0     | 0     | 3      | 0                   | 0                   | 0                   | 0                          | 0                          | 14                         | 0     | 0     |        |
| C. D. Nayarit · México                                                                                   |               |               |       |       |        |                     |                     |                     |                            |                            |                            |       |       |        |
| 2.ª | 2014-15       | 26            | 3     | 6     | 5      | 1                   | 1                   | -                   | -                          | -                          | 31                         | 4     | 7     |        |
| Total club                                                                                               | Total club    | 26            | 3     | 6     | 5      | 1                   | 1                   | -                   | -                          | -                          | 31                         | 4     | 7     |        |
| C. D. Guadalajara · México                                                                               |               |               |       |       |        |                     |                     |                     |                            |                            |                            |       |       |        |
| 1.ª | 2015-16       | 25            | 4     | 3     | 4      | 0                   | 0                   | -                   | -                          | -                          | 29                         | 4     | 3     |        |
| 1.ª | 2016-17       | 15            | 1     | 2     | 1      | 0                   | 0                   | -                   | -                          | -                          | 15                         | 1     | 2     |        |
| 1.ª | 2017-18       | 18            | 2     | 0     | 0      | 0                   | 0                   | 0                   | 0                          | 0                          | 18                         | 2     | 0     |        |
| 1.ª | 2018-19       | 0             | 0     | 0     | 0      | 0                   | 0                   | -                   | -                          | -                          | 0                          | 0     | 0     |        |
| Total club                                                                                               | Total club    | 58            | 7     | 5     | 5      | 1                   | 1                   | 0                   | 0                          | 0                          | 62                         | 7     | 5     |        |
| Total carrera                                                                                            | Total carrera | Total carrera | 95    | 10    | 11     | 13                  | 1                   | 1                   | 0                          | 0                          | 0                          | 107   | 11    | 12     |
| (1)Incluye datos de la Liga MX (1)Incluye datos de la Copa MX (1)Incluye datos de la Liga de la Concacaf |               |               |       |       |        |                     |                     |                     |                            |                            |                            |       |       |        |

## Palmarés
| Título       | Club        | País           | Año  |
| ------------ | ----------- | -------------- | ---- |
| Copa MX      | Guadalajara | México         | 2015 |
| Supercopa MX | Guadalajara | Estados Unidos | 2016 |
| Copa MX      | Guadalajara | México         | 2017 |
| Liga MX      | Guadalajara | México         | 2017 |

#### Campeonatos internacionales
| Título            | Club        | País   | Año  |
| ----------------- | ----------- | ------ | ---- |
| Liga de Campeones | Guadalajara | México | 2018 |